# Solex
Solex war ein französischer Hersteller von Vergasern und des Mofas Vélosolex. Das Unternehmen wurde 1905 von Maurice Goudard und Marcel Mennesson, zwei Studenten der École Centrale Paris, gegründet. Zunächst war die Firma des Unternehmens Société Goudard et Mennesson, der Name wurde dann durch das einprägsamere Kunstwort Solex ersetzt. Erstes Produkt war ein mit Zentrifugalkraft wirkender Wasserkühler für Automobile, insbesondere für Omnibusse.

## Vergaser
Um die Zeit des Ersten Weltkriegs erwarb das Unternehmen ein Patent zur Herstellung von Vergasern. Dieses Produkt verdrängte bald die Kühlerfertigung. Bis in die 1980er Jahre wurden Solex-Vergaser von fast allen kontinentaleuropäischen PKW-Herstellern eingesetzt. Für geregelte Katalysatoren in PKWs wurde eine elektronische Saugrohreinspritzung unumgänglich. Es gab weltweit mehrere Lizenznehmer: In Deutschland wurden Solex-Vergaser von der Deutschen-Vergaser-Gesellschaft (Pierburg GmbH) mit Sitz in Neuss und einem Werk in West-Berlin hergestellt. Pierburg fusionierte 1997 zur Kolbenschmidt Pierburg AG. In Japan war das Unternehmen Mikuni Lizenznehmer, die die Vergaser an japanische PKW- und Motorradhersteller vertrieb. 1973 wurde das Geschäft mit Vergasern von dem französischen Unternehmen Matra übernommen und nachfolgend an das italienische Unternehmen Magneti Marelli veräußert. Das ehemalige Vergaserwerk firmiert seit 1994 als Magneti Marelli France.  

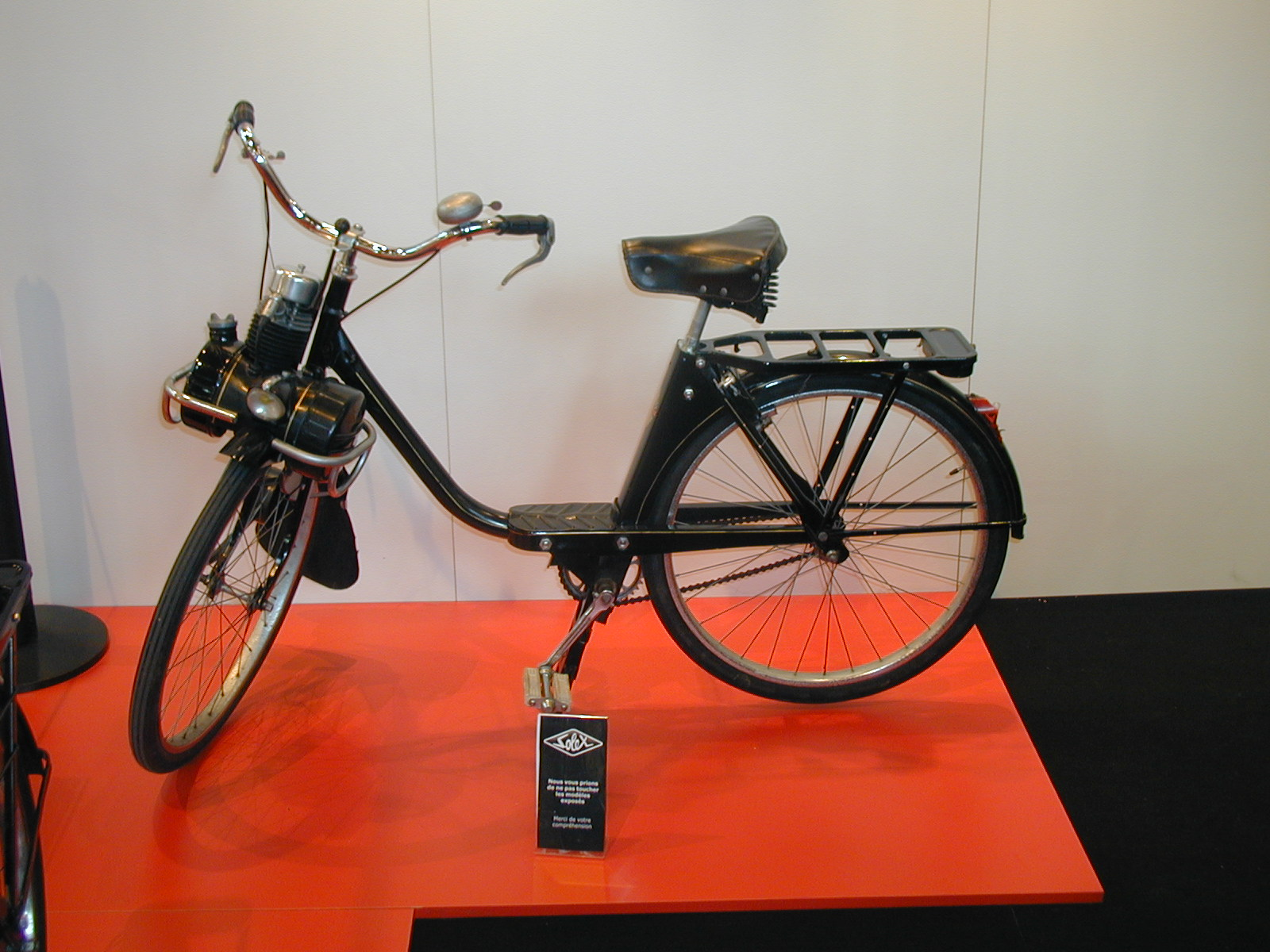
Vélosolex 1010 von 1957

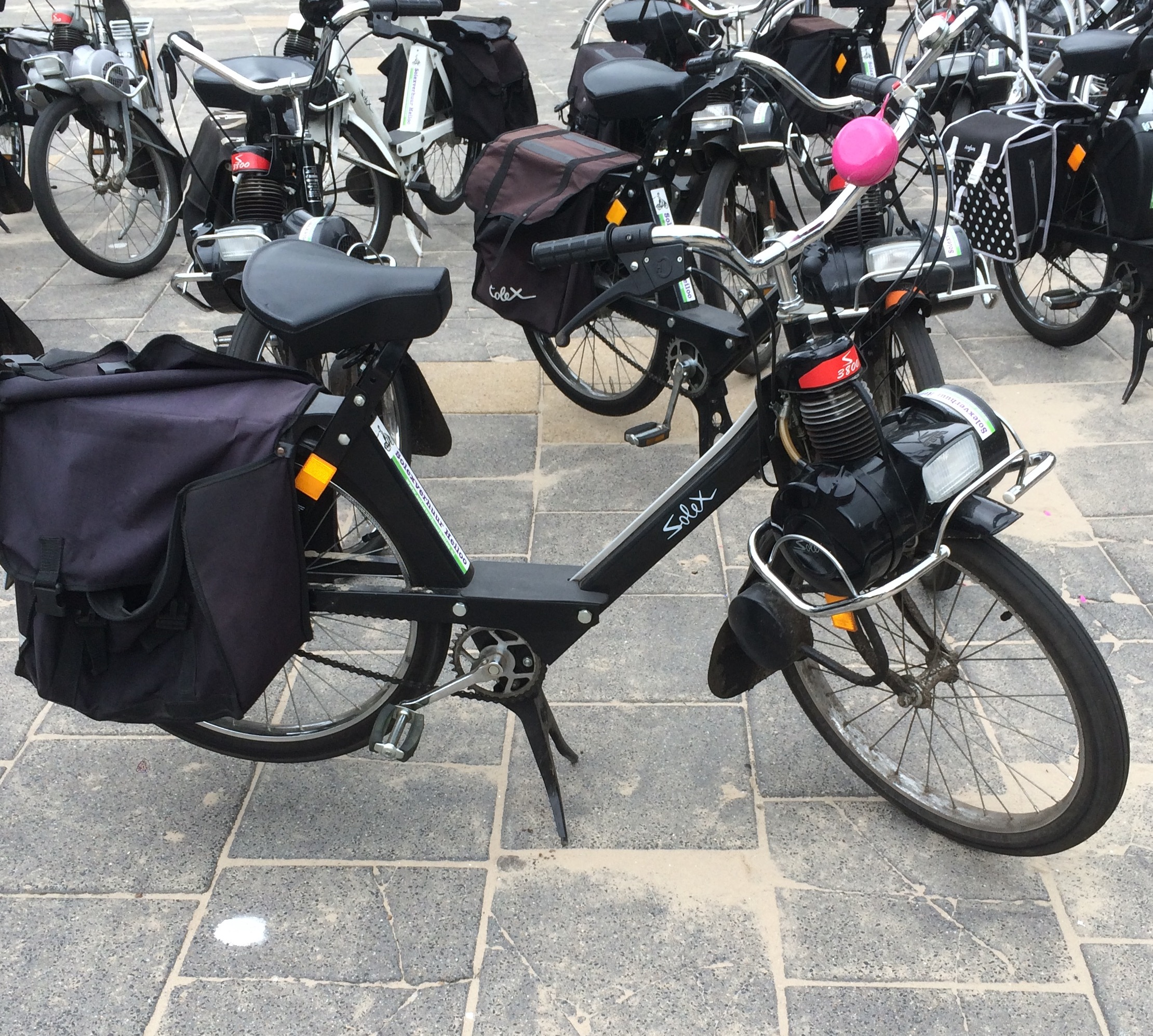
Vélosolex im Jahr 2015

## Vélosolex
1917 erhielt der Gründer Marcel Mennesson ein Patent auf ein Fahrrad mit Hilfsmotor an der Hinterachse. Der erste Prototyp des Vélosolex mit dem typischen Reibrollenantrieb auf dem Vorderrad erschien 1940/41. Von 1946 bis 1988 wurde das Vélosolex in verschiedenen Varianten über sechs Millionen Mal gebaut und erreichte in vielen Ländern Kultstatus. Das Spitzenjahr war 1964 mit einer Jahresproduktion von 380.000 Stück. 1974 wurde der Bereich Vélosolex an Renault und Motobécane verkauft. Motobécane, die später die Mehrheit übernahmen, wurde nach ihrem Konkurs von Yamaha übernommen und 1984 zu M.B.K. Industrie umfirmiert. Die Nachfrage ging allerdings stetig zurück. Am 7. November 1988 wurde im Werk Saint-Quentin die Fertigung des Vélosolex dann endgültig eingestellt.
Lizenzbauten wurden bis 2002 in Ungarn und werden noch heute in China hergestellt. Die Rechte am Markennamen „Vélosolex“ hat heute das US-Unternehmen Velosolex America LLC.